# 临床实效研究
临床实效研究或实效研究（Outcomes Research），也有人称之为“效果研究”，是近年来在国际临床医学领域迅速发展起来的新学科。在许多临床试验（Clinical Trials）研究中，凡是有多种疾病、有多种并发症或服用多种药物的病人常常被排除在外。临床实效研究则是研究药物或其它医疗措施在非控制的真实临床情况下（real world）的效果及经济和社会效益等。临床试验研究（如RCT）和实效研究对于充分了解一个医疗产品的实际医疗效果、效益和安全性有着同样重要的意义，只是方法学上有所不同。
实效研究包括比较效益研究(comparative effectiveness research，简称CER)。 比较效益研究是评价不同的治疗方案对特定患者的疗效差异,针对不同类型患者,找出最好的治疗方法。
1995年美國費城成立的国际药物经济学与结果研究学会（英語：International Society for Pharmacoeconomics and Outcomes Research，ISPOR）是该领域的知名学会。